# Universal War One
Universal War One – francuska seria komiksowa z gatunku science-fiction autorstwa Dennisa Bajrama, ukazująca się w latach 1998–2006 nakładem wydawnictwa Soleil Productions. Po polsku trzy pierwsze tomy opublikował Egmont Polska, a kolejne – w tomie zbiorczym – wydawnictwo Elemental. Kontynuacją serii jest cykl Universal War Two. 

## Fabuła
Seria rozgrywa się w drugiej połowie XXI wieku i opisuje pierwszą wojnę wszechświatową.

## Tomy
| Tom | Tytuł i rok wydania polskiego | Tytuł i rok wydania oryginalnego   | Uwagi                                                            |
| --- | ----------------------------- | ---------------------------------- | ---------------------------------------------------------------- |
| 1   | Genesis (2002)                | La Genèse (1998)                   |                                                                  |
| 2   | Zakazany owoc (2003)          | Le Fruit de la connaissance (1999) |                                                                  |
| 3   | Kain i Abel (2004)            | Caïn et Abel (2000)                |                                                                  |
| 4   | Potop (2016)                  | Le déluge (2001)                   | W wydaniu polskim tomy 4–6 ukazały się w jednym tomie zbiorczym. |
| 5   | Babel (2016)                  | Babel (2004)                       | W wydaniu polskim tomy 4–6 ukazały się w jednym tomie zbiorczym. |
| 6   | Patriarcha (2016)             | Le patriarche (2006)               | W wydaniu polskim tomy 4–6 ukazały się w jednym tomie zbiorczym. |